# Pouzolzia calophylla
Pouzolzia calophylla là loài thực vật có hoa trong họ Tầm ma. Loài này được W.T. Wang & C.J. Chen miêu tả khoa học đầu tiên năm 1979.